# Ixia gloriosa
Ixia gloriosa är en irisväxtart som beskrevs av Gwendoline Joyce Lewis. Ixia gloriosa ingår i släktet Ixia och familjen irisväxter. Inga underarter finns listade i Catalogue of Life.